# Соколівське
Соколі́вське — село в Україні, у Кропивницькому районі Кіровоградської області. Центр Соколівської сільської громади. Населення становить 2600 осіб. Герб села є промовистим.
У розмовній мові місцевого населення переважає вживання форми Соколівка.

## Герб
У червоному щиті із зеленою базою, завершеною сріблом, летить золотий сокіл (герб є промовистим) з чорними очима і розкритими крилами.

## Інфраструктура
Переважна більшість населення села працює в Кропивницькому.
В Соколівському існує ЗОШ, ДНЗ «Струмочок» на три вікові групи, православна церква. Окрім приватної забудови в селі зведено понад 10 двох-трьохповерхових житлових будинків.

### Промисловість
До основних промислових підприємств Соколівського належать ТОВ "Соколівський м'ясокомбінат «Українські ковбаси»" та ЗАТ «Сокіл», що спеціалізується на виробництві лакофарбової продукції.

### Транспорт
З обласним центром Соколівське пов'язують два міських маршрути — маршрутні таксі № 220 та № 500.

## Спорт
В селі існує ФК «Сокіл», що виступає в першій групі Чемпіонату Кіровоградської області з футболу.
У Соколівському мешкає чемпіонка Європи з традиційного карате-до Христина Шевченко.

## Населення
Згідно з переписом УРСР 1989 року чисельність наявного населення села становила 1861 особа, з яких 864 чоловіки та 997 жінок.
За переписом населення України 2001 року в селі мешкало 2487 осіб.

### Мова
Розподіл населення за рідною мовою за даними перепису 2001 року:
| Мова       | Відсоток |
| ---------- | -------- |
| українська | 90,68 %  |
| російська  | 7,67 %   |
| вірменська | 0,68 %   |
| циганська  | 0,36 %   |
| болгарська | 0,16 %   |
| білоруська | 0,12 %   |
| грецька    | 0,04 %   |
| молдовська | 0,04 %   |
| інші       | 0,25 %   |

## Постаті
- Панченко Дмитро Миколайович (1979—2014) — солдат Збройних сил України, учасник російсько-української війни.

## Пам'ятники
| Назва                                                      | Розташування                    | Дата встановлення | Фото | Короткі відомості |
| В пам'ять жертв Голодомору 1932—1933 років, пам'ятний знак | по вул. Гайдара, навпроти школи | квітень 2008      |      |                   |